# Trentepohlia (Mongoma) albipennis
Trentepohlia (Mongoma) albipennis is een tweevleugelige uit de familie steltmuggen (Limoniidae). De soort komt voor in het Oriëntaals gebied.